# Kabalaklı, Zonguldak
Kabalaklı là một xã thuộc huyện Zonguldak, tỉnh Zonguldak, Thổ Nhĩ Kỳ. Dân số thời điểm năm 2011 là 421 người.